# Armadillidium veluchieuse
Armadillidium veluchieuse är en kräftdjursart som beskrevs av Karl Wilhelm Verhoeff 1902. Armadillidium veluchieuse ingår i släktet Armadillidium och familjen klotgråsuggor. Inga underarter finns listade i Catalogue of Life.